# Noldeanthus
Noldeanthus é um género botânico pertencente à família Oleaceae.
O género foi descrito por Emil Friedrich Knoblauch e publicado em Repert. Spec. Nov. Regni Veg. 38: 74. 1935.
Possui uma única espécie, Noldeanthus angolensi.
A base de dados The Plant List indica Noldeanthus angolensis Knobl. como sinónimo de Jasminum noldeanum Knobl.
A base de dados GRIN indica este género como sinónimo de Jasminum L.